# Kaiserpokal 2024
Der Kaiserpokal 2024 (jap. 天皇杯 JFA 第104回全日本サッカー選手権大会) war die 104. Austragung des Kaiserpokals, des höchsten japanischen Fußballpokalwettbewerbs. Er begann mit der 1. Runde am 25. Mai 2024 und endete mit dem Finale am 23. November 2024. Titelverteidiger war Kawasaki Frontale.

## Terminplan
| Runde         | Datum                     | Ausweichtermin                        | Anzahl der Teilnehmer | Bemerkungen                                                    |
| ------------- | ------------------------- | ------------------------------------- | --------------------- | -------------------------------------------------------------- |
| 1. Runde      | 25. Mai 2024 26. Mai 2024 | 29. Mai 2024                          | 48 (47+1) → 24        | * 47 Sieger der Präfekturpokale * Amateur-Wildcard             |
| 2. Runde      | 12. Juni 2024             | 19. Juni 2024                         | 63 (24+20+19) → 32    | Einstieg der Mannschaften aus der ersten- und der zweiten Liga |
| 3. Runde      | 10. Juli 2024             | 17. Juli 2024                         | 32 → 16               |                                                                |
| 4. Runde      | 21. August 2024           | 28. August 2024                       | 16 → 8                |                                                                |
| Viertelfinale | 18. September 2024        | 11. September 2024 25. September 2024 | 8 → 4                 |                                                                |
| Halbfinale    | 27. Oktober 2024          |                                       | 4 → 2                 |                                                                |
| Finale        | 23. November 2024         |                                       | 2 → 1                 |                                                                |

Am 19. September 2023 gab der japanische Fußballverband bekannt, dass die Urawa Red Diamonds nicht am Kaiserpokal 2024 teilnehmen werden, nachdem die Fans nach der 0:3-Niederlage gegen Nagoya Grampus in der 4. Runde des Vorjahresturniers Unruhen verursacht hatten.

## Teilnehmer
| J1 League | J2 League | Amateur-Wildcard/Präfektur-Vertreter | Amateur-Wildcard/Präfektur-Vertreter |
| - Albirex Niigata - Avispa Fukuoka - Cerezo Osaka - Hokkaido Consadole Sapporo - Gamba Osaka - Júbilo Iwata - Kashima Antlers - Kashiwa Reysol - Kawasaki Frontale - Kyōto Sanga - FC Machida Zelvia - Nagoya Grampus - Sagan Tosu - Sanfrecce Hiroshima - Shonan Bellmare - FC Tokio - Vissel Kōbe - Yokohama F. Marinos - Tokyo Verdy | - Blaublitz Akita - Ehime FC - Fagiano Okayama - Fujieda MYFC - Iwaki FC - JEF United Ichihara Chiba - Kagoshima United FC - Mito Hollyhock - Montedio Yamagata - Ōita Trinita - Renofa Yamaguchi FC - Roasso Kumamoto - Shimizu S-Pulse - Thespakusatsu Gunma - Tochigi SC - Tokushima Vortis - V-Varen Nagasaki - Vegalta Sendai - Ventforet Kofu - Yokohama FC | - Amateur-Wildcard 1: Honda FC - Amateur-Wildcard 2: Meiji-Universität - Hokkaidō: Hokkaido Tokachi Sky Earth - Aomori: Vanraure Hachinohe - Iwate: Iwate Grulla Morioka - Miyagi: Sony Sendai FC - Akita: Saruta Kōgyō SC - Yamagata: Ōyama SC - Fukushima: Fukushima United FC - Ibaraki: Universität Tsukuba - Tochigi: Tochigi City FC - Gunma: Tonan Maebashi - Saitama: Ōmiya Ardija - Chiba: Briobecca Urayasu - Tokio: Yokogawa Musashino FC - Kanagawa: SC Sagamihara - Yamanashi: Yamanashi Gakuin University Pegasus - Nagano: AC Nagano Parceiro - Niigata: Japan Soccer College - Toyama: Kataller Toyama - Ishikawa: Zweigen Kanazawa - Fukui: Fukui United FC - Shizuoka: Azul Claro Numazu - Aichi: Chūkyō-Universität - Mie: Veertien Mie | - Gifu: FC Gifu - Shiga: Biwako Seikei Sport College - Kyōto: Sangyō-Universität Kyōto - Osaka: Kansai-Universität - Hyōgo: Kōnan-Universität - Nara: Nara Club - Wakayama: Arterivo Wakayama - Tottori: Gainare Tottori - Shimane: Belugarosso Iwami - Okayama: Mitsubishi Mizushima FC - Hiroshima: Fukuyama City FC - Yamaguchi: FC Baleine Shimonoseki - Kagawa: Kamatamare Sanuki - Tokushima: FC Tokushima - Ehime: Ehime FC - Kōchi: Kōchi United SC - Fukuoka: Giravanz Kitakyūshū - Saga: Kawasoe Club - Nagasaki: Mitsubishi Nagasaki SC - Kumamoto: Tōkai-Universität - Ōita: J-Lease FC - Miyazaki: Tegevajaro Miyazaki - Kagoshima: NIFS Kanoya - Okinawa: Okinawa SV |

## Ergebnisse

### 1. Runde
| Datum        |                                 | Ergebnis              |                                 |
| ------------ | ------------------------------- | --------------------- | ------------------------------- |
| 26. Mai 2024 | Kataller Toyama (3)             | 3:0                   | Kansai-Universität (5)          |
| 26. Mai 2024 | Iwate Grulla Morioka (3)        | 3:1                   | Hokkaido Tokachi Sky Earth (5)  |
| 26. Mai 2024 | Universität Tsukuba (5)         | 1:0                   | Meiji-Universität (5)           |
| 26. Mai 2024 | FC Tokushima (5)                | 0:1 n. V.             | J-Lease FC (5)                  |
| 26. Mai 2024 | NIFS Kanoya (5)                 | 0:3                   | Giravanz Kitakyūshū (3)         |
| 26. Mai 2024 | Mitsubishi Mizushima FC (5)     | 3:4 n. V.             | Kamatamare Sanuki (3)           |
| 25. Mai 2024 | Nara Club (3)                   | 3:2                   | Sangyō-Universität Kyōto (5)    |
| 26. Mai 2024 | Kōchi United SC (4)             | 1:0                   | Belugarosso Iwami (5)           |
| 26. Mai 2024 | Vanraure Hachinohe (3)          | 2:0                   | Briobecca Urayasu (4)           |
| 26. Mai 2024 | Arterivo Wakayama (5)           | 1:2                   | Japan Soccer College (5)        |
| 26. Mai 2024 | Fukui United FC (5)             | 0:3                   | Ōmiya Ardija (3)                |
| 25. Mai 2024 | Tōkai-Universität (5)           | 0:4                   | Mitsubishi Nagasaki (7)         |
| 25. Mai 2024 | FC Gifu (3)                     | 1:0                   | Azul Claro Numazu (3)           |
| 26. Mai 2024 | Fukushima United FC (3)         | 9:0                   | Oyama SC (6)                    |
| 25. Mai 2024 | Tegevajaro Miyazaki (3)         | 4:0                   | Kawasoe Club (5)                |
| 25. Mai 2024 | Sony Sendai FC (4)              | 3:1                   | Tonan Maebashi (6)              |
| 26. Mai 2024 | Veertien Mie (4)                | 1:0                   | FC Imabari (3)                  |
| 26. Mai 2024 | Biwako Seikei Sport College (5) | 0:1                   | Chūkyō-Universität (5)          |
| 26. Mai 2024 | Gainare Tottori (3)             | 1:1 n. V. (3:4 i. E.) | FC Baleine Shimonoseki (5)      |
| 25. Mai 2024 | Zweigen Kanazawa (3)            | 1:1 n. V. (3:4 i. E.) | Kōnan-Universität (5)           |
| 26. Mai 2024 | AC Nagano Parceiro (3)          | 7:0                   | Saruta Kōgyō SC (6)             |
| 26. Mai 2024 | Fukuyama City FC (5)            | 3:0                   | Okinawa SV (4)                  |
| 25. Mai 2024 | Tochigi City FC (4)             | 1:0                   | Yokogawa Musashino FC (4)       |
| 25. Mai 2024 | SC Sagamihara (3)               | 3:0                   | Yamanashi Gakuin University (7) |

### 2. Runde
| Datum         |                                | Ergebnis              |                            |
| ------------- | ------------------------------ | --------------------- | -------------------------- |
| 12. Juni 2024 | Vissel Kōbe (1)                | 2:0                   | Kataller Toyama (3)        |
| 12. Juni 2024 | Tokushima Vortis (2)           | 1:0                   | Vegalta Sendai (2)         |
| 12. Juni 2024 | Kashiwa Reysol (1)             | 2:0                   | Iwate Grulla Morioka (3)   |
| 12. Juni 2024 | FC Machida Zelvia (1)          | 1:1 n. V. (2:4 i. E.) | Universität Tsukuba (5)    |
| 12. Juni 2024 | Cerezo Osaka (1)               | 3:1                   | J-Lease FC (5)             |
| 12. Juni 2024 | Ventforet Kofu (2)             | 2:0                   | Honda FC (4)               |
| 12. Juni 2024 | Albirex Niigata (1)            | 4:4 n. V. (3:1 i. E.) | Giravanz Kitakyūshū (3)    |
| 12. Juni 2024 | V-Varen Nagasaki (2)           | 3:2                   | Kamatamare Sanuki (3)      |
| 12. Juni 2024 | Kashima Antlers (1)            | 2:1                   | Nara Club (3)              |
| 12. Juni 2024 | Fujieda MYFC (2)               | 2:0                   | Tochigi SC (2)             |
| 12. Juni 2024 | Sagan Tosu (1)                 | 2:1                   | Kōchi United SC (4)        |
| 12. Juni 2024 | Yokohama FC (2)                | 2:1 n. V.             | Vanraure Hachinohe (3)     |
| 12. Juni 2024 | Nagoya Grampus (1)             | 0:1                   | Japan Soccer College (5)   |
| 12. Juni 2024 | Thespakusatsu Gunma (2)        | 1:1 n. V. (2:3 i. E.) | Renofa Yamaguchi FC (2)    |
| 12. Juni 2024 | Kyōto Sanga (1)                | 2:0                   | Ōmiya Ardija (2)           |
| 12. Juni 2024 | Shimizu S-Pulse (2)            | 9:0                   | Mitsubishi Nagasaki (7)    |
| 12. Juni 2024 | Yokohama F. Marinos (1)        | 2:2 n. V. (5:4 i. E.) | FC Gifu (3)                |
| 12. Juni 2024 | Roasso Kumamoto (2)            | 1:2                   | Mito Hollyhock (2)         |
| 12. Juni 2024 | Gamba Osaka (1)                | 3:0                   | Fukushima United FC (3)    |
| 12. Juni 2024 | Júbilo Iwata (1)               | 1:2                   | Tegevajaro Miyazaki (3)    |
| 12. Juni 2024 | Kawasaki Frontale (1)          | 2:0                   | Sony Sendai FC (4)         |
| 12. Juni 2024 | Ōita Trinita (2)               | 1:0                   | Kagoshima United FC (2)    |
| 12. Juni 2024 | FC Tokyo (1)                   | 3:0                   | Veertien Mie (4)           |
| 12. Juni 2024 | JEF United Ichihara Chiba (2)  | 2:1                   | Chūkyō-Universität (5)     |
| 12. Juni 2024 | Sanfrecce Hiroshima (1)        | 11:2                  | FC Baleine Shimonoseki (5) |
| 12. Juni 2024 | Blaublitz Akita (2)            | 0:2                   | Iwaki FC (2)               |
| 12. Juni 2024 | Shonan Bellmare (1)            | 3:1                   | Kōnan-Universität (5)      |
| 12. Juni 2024 | Tokyo Verdy (1)                | 5:0                   | AC Nagano Parceiro (3)     |
| 12. Juni 2024 | Avispa Fukuoka (1)             | 8:0                   | Fukuyama City FC (5)       |
| 12. Juni 2024 | Fagiano Okayama (2)            | 1:7                   | Ehime FC (2)               |
| 12. Juni 2024 | Hokkaido Consadole Sapporo (1) | 3:1                   | Tochigi City FC (4)        |
| 12. Juni 2024 | Montedio Yamagata (2)          | 3:2                   | SC Sagamihara (3)          |

### 3. Runde
| Datum         |                                | Ergebnis              |                               |
| ------------- | ------------------------------ | --------------------- | ----------------------------- |
| 10. Juli 2024 | Vissel Kōbe (1)                | 2:0                   | Tokushima Vortis (2)          |
| 10. Juli 2024 | Kashiwa Reysol (1)             | 2:1 n. V.             | Universität Tsukuba (5)       |
| 10. Juli 2024 | Cerezo Osaka (1)               | 1:2 n. V.             | Ventforet Kofu (2)            |
| 10. Juli 2024 | Albirex Niigata (1)            | 1:6                   | V-Varen Nagasaki (2)          |
| 10. Juli 2024 | Kashima Antlers (1)            | 2:1                   | Fujieda MYFC (2)              |
| 10. Juli 2024 | Sagan Tosu (1)                 | 3:1                   | Yokohama FC (2)               |
| 10. Juli 2024 | Japan Soccer College (5)       | 0:3                   | Renofa Yamaguchi FC (2)       |
| 10. Juli 2024 | Kyōto Sanga (1)                | 3:1                   | Shimizu S-Pulse (2)           |
| 10. Juli 2024 | Yokohama F. Marinos (1)        | 2:2 n. V. (5:4 i. E.) | Mito Hollyhock (2)            |
| 10. Juli 2024 | Gamba Osaka (1)                | 2:1                   | Tegevajaro Miyazaki (3)       |
| 10. Juli 2024 | Kawasaki Frontale (1)          | 1:3                   | Ōita Trinita (2)              |
| 10. Juli 2024 | FC Tokyo (1)                   | 1:2 n. V.             | JEF United Ichihara Chiba (2) |
| 10. Juli 2024 | Sanfrecce Hiroshima (1)        | 4:0                   | Iwaki FC (2)                  |
| 10. Juli 2024 | Shonan Bellmare (1)            | 1:0                   | Tokyo Verdy (1)               |
| 10. Juli 2024 | Avispa Fukuoka (1)             | 0:2                   | Ehime FC (2)                  |
| 10. Juli 2024 | Hokkaido Consadole Sapporo (1) | 6:3                   | Montedio Yamagata (2)         |

### Achtelfinale
| Datum           |                               | Ergebnis |                                |
| --------------- | ----------------------------- | -------- | ------------------------------ |
| 21. August 2024 | V-Varen Nagasaki (2)          | 2:3      | Yokohama F. Marinos (1)        |
| 21. August 2024 | Sagan Tosu (1)                | 0:2      | Renofa Yamaguchi FC (2)        |
| 21. August 2024 | Sanfrecce Hiroshima (1)       | 2:0      | Ehime FC (2)                   |
| 21. August 2024 | Gamba Osaka (1)               | 3:2      | Shonan Bellmare (1)            |
| 21. August 2024 | Ventforet Kofu (2)            | 1:2      | Kashima Antlers (1)            |
| 21. August 2024 | Kashiwa Reysol (1)            | 0:1      | Vissel Kōbe (1)                |
| 21. August 2024 | Kyōto Sanga (1)               | 2:0      | Ōita Trinita (2)               |
| 21. August 2024 | JEF United Ichihara Chiba (2) | 1:0      | Hokkaido Consadole Sapporo (1) |

### Viertelfinale
| Datum              |                         | Ergebnis |                               |
| ------------------ | ----------------------- | -------- | ----------------------------- |
| 11. September 2024 | Sanfrecce Hiroshima (1) | 1:2      | Gamba Osaka (1)               |
| 18. September 2024 | Kyōto Sanga (1)         | 3:0      | JEF United Ichihara Chiba (2) |
| 25. September 2024 | Yokohama F. Marinos (1) | 5:1      | Renofa Yamaguchi FC (2)       |
| 25. September 2024 | Kashima Antlers (1)     | 0:3      | Vissel Kōbe (1)               |

### Halbfinale
| Datum            |                         | Ergebnis  |                 |
| ---------------- | ----------------------- | --------- | --------------- |
| 27. Oktober 2024 | Yokohama F. Marinos (1) | 2:3 n. V. | Gamba Osaka (1) |
| 27. Oktober 2024 | Vissel Kōbe (1)         | 2:1       | Kyōto Sanga (1) |

### Finale
| Datum             |                 | Ergebnis |                 |
| ----------------- | --------------- | -------- | --------------- |
| 23. November 2024 | Gamba Osaka (1) | 0:1      | Vissel Kōbe (1) |

#### Spielstatistik
| Paarung        | Gamba Osaka – Vissel Kōbe |
| Ergebnis       | 0:1 (0:0) |
| Datum          | 23. November um 12:00 Uhr |
| Stadion        | Nationalstadion, Tokio |
| Zuschauer      | 56.824 |
| Schiedsrichter | Yudai Yamamoto |
| Tore           | 0:1 Taisei Miyashiro (64.) |
| Gamba Osaka    | Jun Ichimori – Shinnosuke Nakatani, Shōta Fukuoka, Riku Handa, Keisuke Kurokawa (89. Takeru Kishimoto), Shū Kurata (55. Welton Felipe), Tokuma Suzuki (89. Rin Mito), Dawhan, Kōta Yamada (72. Issam Jebali), Ryōya Yamashita (72. Juan Alano), Isa Sakamoto Cheftrainer: Dani Poyatos ( Spanien) |
| Vissel Kōbe    | Daiya Maekawa – Gōtoku Sakai, Ryō Hatsuse (76. Yūki Honda), Tetsushi Yamakawa, Matheus Thuler, Takahiro Ōgihara, Haruya Ide (59. Daiju Sasaki), Yōsuke Ideguchi, Yūya Ōsako (83. Hotaru Yamaguchi), Yoshinori Mutō, Taisei Miyashiro (76. Jean Patric) Cheftrainer: Takayuki Yoshida              |
| Gelbe Karten   | Juan Alano (87.) – Jean Patrick (85.) |

#### Auswechselspieler
| Auswechselspieler | Auswechselspieler |
| --- | --- |
| Gamba Osaka | Vissel Kōbe |
| - Welton Felipe (55.) ▲ - Issam Jebali (72.) ▲ - Juan Alano (72.) ▲ - Takeru Kishimoto (89.) ▲ - Rin Mito (89.) ▲ - Masaaki Higashiguchi - Yūya Fukuda | - Daiju Sasaki (59.) ▲ - Yūki Honda (76.) ▲ - Jean Patric (76.) ▲ - Hotaru Yamaguchi (83.) ▲ - Shōta Arai - Rikuto Hirose - Yūya Kuwasaki |